# 菊池亮太
菊池 亮太（きくち りょうた、1989年〈平成元年〉11月20日 - ）は、日本のピアニスト、キーボーディスト、作曲家、編曲家、YouTuber。

## 略歴
ピアニスト、作曲家・編曲家、YouTubeクリエイター。
4歳からピアノを始め、国立音楽大学附属中学・高校を経て、日本大学芸術学部および大学院を修了。
大学在学中よりアーティストサポートや楽曲提供を行い、これまでに多くのテレビ番組・映画音楽・アニメ音楽・ゲーム音楽を手がけ、2019年には2020東京オリンピックWeb CMの楽曲制作を担当し、注目を集めた。
自身のYouTubeチャンネルでは、登録者数が80万人を超え、総再生回数は3億回以上に達している。
2023年に投稿されたMay.Jとのコラボ動画「ディズニー弾いてたら突然本物のディズニー歌手が登場して会場大パニック」は再生回数が2,000万回を突破し、YouTubeの芸能人部門で1位を獲得。国内外で高い人気を誇る。
コンサート活動も精力的に行っており、2021年のサントリーホールでの単独公演や、2023年のイギリスツアーは全公演がSOLD OUT。
さらに、「FUJI ROCK FESTIVAL」やドイツ開催のヨーロッパ最大級のアニメフェス「AnimagiC」、くるり主催「京都音楽博覧会」などの大型音楽フェスティバルにも多数出演し、幅広い音楽ファンを魅了している。
これまで数々の国際音楽コンクールで入賞し、オーケストラのソリストとしても数多くの公演に出演している。2024年11月、日本では初となる一晩でガーシュウィンのコンチェルト作品全4曲を演奏するコンサートを開催。2025年には新日本フィルハーモニー交響楽団定期演奏会にて「ヒナステラ：ピアノ協奏曲第1番」を演奏予定。
クラシック音楽で培った確かな技術を基盤に、優れた即興力と編曲技術であらゆるジャンルを自在に演奏するそのスタイルは、唯一無二のピアニストとして高く評価されている。
NHK「クラシックTV」「SONGS」などのメディア出演や、月刊ショパン「菊池亮太のぶらり音楽さんぽ」連載など多方面で活躍し続けている。
（以上、菊池亮太オフィシャルサイトより引用）
第5回ブルクハルト国際音楽コンクール ピアノ部門 3位（1位該当者なし）

2008年アジア国際音楽コンクール ピアノ大学生部門 5位

第12回「万里の長城杯」国際音楽コンクール 2位

など数々のコンクールで入賞経験を持つ。

## 作品

### 楽曲提供
| 年   | 媒体         | 作品                                                     | タイトル                                                       | 備考                   |
| ---- | ------------ | -------------------------------------------------------- | -------------------------------------------------------------- | ---------------------- |
| 2017 | アプリゲーム | 八月のシンデレラナイン                                   | 八月のメモリー                                                 | 作詞・作曲・編曲       |
| 2017 | ＣＭ         | 君の膵臓をたべたい                                       | 予告編                                                         | 作曲・演奏             |
| 2018 | ゲーム       | Piano Collections NieR:Automa                            | 双極ノ悪夢                                                     | 編曲・演奏             |
| 2018 | 劇場版アニメ | 君の膵臓を食べたい                                       | 挿入曲「Partir」                                               | 作曲・編曲・演奏       |
| 2018 | 劇場版アニメ | 君の膵臓を食べたい                                       | 挿入曲「Summer Cider」                                         | 作詞・作曲・編曲・演奏 |
| 2019 | TVアニメ     | ひとりぼっちの○○生活                                     | まけるなアル かがやけアル                                      | 編曲・演奏             |
| 2019 | 音楽ゲーム   | CHUNITHM                                                 | 紅き魔汁、闇より降りて天恵の響きを導く                         | 作曲・編曲             |
| 2019 | CM           | SoftBank web CM                                          | お風呂篇                                                       | 作曲・編曲・演奏       |
| 2019 | CM           | SoftBank web CM                                          | ベッド篇                                                       | 作曲・編曲・演奏       |
| 2019 | CM           | SoftBank web CM                                          | リビング篇                                                     | 作曲・編曲・演奏       |
| 2019 | CM           | ルートインホテルズ&リゾート                              | この道                                                         | 編曲・演奏             |
| 2019 | CM           | 2020年東京オリンピック                                   | 1 Year to Go! Tokyo 2020                                       | 作曲・演奏             |
| 2020 | アプリゲーム | Fate/Grand Order Waltz in the MOONLIGHT/LOSTMOON         | Dance with the Shadow                                          | 作曲                   |
| 2020 | アプリゲーム | Fate/Grand Order Waltz in the MOONLIGHT/LOSTMOON         | 笑顔 grory day                                                 | 作詞・作曲             |
| 2020 | アプリゲーム | Fate/Grand Order Waltz in the MOONLIGHT/LOSTMOON         | それってとってもマハトマね☆                                    | 作詞・作曲             |
| 2020 | アプリゲーム | Fate/Grand Order Waltz in the MOONLIGHT/LOSTMOON         | 暁に咲く華                                                     | 作詞・作曲             |
| 2020 | アプリゲーム | Fate/Grand Order Waltz in the MOONLIGHT/LOSTMOON         | pleasant journey                                               | 作詞・作曲             |
| 2021 | CD           | 「secret base ～君がくれたもの～」 10th Anniversary ver. | 「secret base ～君がくれたもの～」 10th Anniversary piano ver. | 編曲                   |

### 限定販売CD
| 年   | 発売日      | タイトル                                                   | 収録曲 | 備考                                              |
| ---- | ----------- | ---------------------------------------------------------- | --- | ------------------------------------------------- |
| 2021 | 08/12 10/28 | Relux Piano Time -リラックスピアノタイム- by Ryota Kikuchi | 1. ノクターン op.9-2 作曲：フレデリック・ショパン 編曲：菊池 亮太 2. 秋の無言歌 作曲：菊池 亮太 3. 前奏曲第15番「雨だれ」 作曲：フレデリック・ショパン 4. 夜想曲「夢の中に」 作曲：フランツ・リスト | サントリーホール公演 すみだトリフォニーホール公演 |
| 2022 | 9/16        | One day                                                    | 1. パガニーニ変奏曲 作曲：菊池 亮太 2. 火祭りの踊り 作曲：マヌエル・デ・ファリャ 3. 人生の階段 作曲：菊池 亮太 4. 献呈 作曲：ロベルト・シューマン 編曲：菊池 亮太 5. ジムノペディ第１番 作曲：エリック・サティ 編曲：菊池 亮太 6. 抒情小曲集より「夜想曲」 作曲：エドヴァルド・グリーグ 7. 超絶技巧練習曲より「夕べの調べ」 作曲：フランツ・リスト 8. 家路 作曲：アントニン・ドヴォルザーク 編曲：菊池 亮太 | 2022リサイタルツアー 2022各公演ホール 他          |

## 公演

### 単独公演
| 年   | 日程  | タイトル                                                                     | 会場                                                              | 備考       |
| ---- | ----- | ---------------------------------------------------------------------------- | ----------------------------------------------------------------- | ---------- |
| 2015 | 1/18  | 菊池亮太クラシックピアノソロコンサート                                       | 練馬ふるさとセンター                                              |            |
| 2018 | 3/4   | 菊池亮太ピアノリサイタル                                                     | 白十字音楽サロン                                                  |            |
| 2019 | 5/19  | 菊池亮太ピアノリサイタル                                                     | 白十字音楽サロン                                                  |            |
| 2019 | 11/11 | 菊池亮太イープラスライブ                                                     | LIVING ROOM CAFE&DINING                                           |            |
| 2020 | 11/29 | 菊池亮太 Live at Concert Hall                                                | 所沢市民文化センター MUSEアークホール                             | 無観客配信 |
| 2020 | 12/5  | 菊池亮太ライブ                                                               | 西方音楽館木漏れ陽ホール                                          |            |
| 2021 | 3/14  | 千葉市ワンコインコンサートVol.84 菊池亮太の気まぐれ!?ピアノコンサート        | 蘇我コミュニティーセンター ハーモニープラザ分館・ハーモニーホール |            |
| 2021 | 8/12  | リビングルーム・コンサート 1st Anniversary 菊池亮太 in サントリーホール      | サントリーホール大ホール                                          |            |
| 2022 | 8/13  | 菊池亮太ピアノリサイタルツアー2022                                           | <公開リハーサル> タカギクラヴィア 松濤サロン                      |            |
| 2022 | 9/16  | 菊池亮太ピアノリサイタルツアー2022                                           | <東京公演> 銀座王子ホール                                         |            |
| 2022 | 10/18 | 菊池亮太ピアノリサイタルツアー2022                                           | ＜大阪公演＞ あいおいニッセイ同和損保 ザ･フェニックスホール       |            |
| 2022 | 11/7  | 菊池亮太ピアノリサイタルツアー2022                                           | ＜秋田公演＞ あきた芸術劇場ミルハス 小ホールA                     |            |
| 2022 | 12/2  | 菊池亮太ピアノリサイタルツアー2022                                           | ＜長野公演＞ 長野市芸術館 リサイタルホール                        |            |
| 2022 | 12/16 | 菊池亮太ピアノリサイタルツアー2022                                           | ＜群馬公演＞ 美喜仁桐生文化会館 小ホール                          |            |
| 2022 | 12/23 | 菊池亮太ピアノリサイタルツアー2022                                           | ＜東京公演＞ 紀尾井ホール                                         |            |
| 2022 | 12/15 | Steinway SPIRIO Dream Night feat. 菊池亮太                                   | スタインウェイ＆サンズ東京 小ホール                               |            |
| 2023 | 9/17  | 菊池亮太 ピアノ・リサイタル                                                  | 玉島市民交流センター 湊ホール                                     |            |
| 2023 | 12/1  | 菊池亮太 ピアノ・リサイタル I'll be back 〜凱旋記念公演〜                    | 紀尾井ホール                                                      |            |
| 2023 | 12/8  | 菊池亮太 ピアノ・リサイタル I'll be back 〜凱旋記念公演〜                    | 住友生命いずみホール                                              |            |
| 2024 | 1/2   | 菊池亮太 新春ピアノリサイタル                                                | ハイランドリゾートホテル＆スパ                                    |            |
| 2024 | 11/1  | 菊池亮太 ガーシュウィンの世界                                                | 東京オペラシティコンサートホール                                  |            |
| 2024 | 11/3  | ジブリパーク 野外上映会＆コンサート                                          | 愛・地球博記念公園 大芝生広場                                     |            |
| 2024 | 11/4  | 歴史館50周年記念いちょうまつり特別演奏会＆ いちょう並木ストリートピアノ      | 茨城県立歴史館                                                    |            |
| 2024 | 12/8  | サントムーン柿田川 ラッキーフェスタ vol.175 「菊池亮太クリスマスコンサート」 | サントムーン柿田川                                                |            |
| 2025 | 2/9   | 菊池亮太ピアノリサイタル2025 -For Mars-                                      | Bunkamuraオーチャードホール                                       |            |

### 参加公演
| 年   | 日程        | タイトル                                                           | 会場                                                 | 備考 |
| ---- | ----------- | ------------------------------------------------------------------ | ---------------------------------------------------- | --- |
| 2020 | 7/24        | NEO PIANO CO.LABO.                                                 | Zepp Haneda                                          | 無観客配信 角野隼斗（かてぃん名義）、けいちゃん、ござと共演 |
| 2021 | 2/11        | NEO PIANO CO.LABO. "Invention"                                     | 舞浜アンフィシアター                                 | 無観客配信 角野隼斗（かてぃん名義）、けいちゃん、ござと共演 |
| 2021 | 5/8 5/9     | PIANIC - STREET PIANO Festival -                                   | 河口湖ステラシアター                                 | けいちゃん、ござ、ハラミちゃん、みやけん、よみぃ、 スミワタル、光輝-Kouki-、 さなゑちゃん、 ピアノ男子ゆうちゃん、ムックと共演                                            |
| 2021 | 10/19       | ブルボン Presents ギンザめざましクラシックス Vol.93                | 王子ホール                                           | 高嶋ちさ子、軽部真一らと共演 |
| 2021 | 10/28       | AION CLASSIC -映画音楽トリビュート-                                | すみだトリフォニーホール                             | 指揮：松村秀明 三浦一馬、石田泰尚、りずむらいす、 東京佼成ウインドオーケストラと共演                                                                                      |
| 2021 | 12/7        | Symphonic“S”コンサート2021                                         | 所沢市民文化センターMUSE アークホール                | ｓｏＬｉ、ＳＰＡＲＫ７、 ＤＩＭＥＮＳＩＯＮ、 仮ＢＡＮＤ、森田悠介、 前田遊野と共演                                                                                       |
| 2022 | 1/29 -      | めざましクラシックス                                               | 秋田市文化会館 大ホール 名古屋市公会堂 王子ホール 他 | 2022/1/29~2023/4/9まで 13都市15公演 |
| 2022 | 4/23 - 7/25 | sings ジブリ                                                       | TACHIKAWA STAGE GARDEN等 6都市7公演                  | 島本須美、麻衣、角野隼斗と共演 |
| 2022 | 4/24        | 立飛グループ創立100周年記念事業vol.3 NEO PIANO Far Beyond          | TACHIKAWA STAGE GARDEN                               | 石井琢磨、ござ、Jacob Kollerと共演 |
| 2022 | 9/24        | エモフェス2022 -伝説の虎ビュート雷舞-                              | 新宿ReNY                                             | 大矢梨華子、高見奈央、柿澤秀吉(秀吉)、 森彩乃(Qaijff)、山崎あおい、 ザ・チャレンジ、 ベイビーレイズJAPAN BACK BAND 、 堀江晶太、新保惠大、 神田ジョン、西川ノブユキと出演 |
| 2022 | 10/16       | Pulse Du 打empathy vol.20～百花繚乱～」                            | ハーモニーホール ふくい小ホール                      | ゲスト出演 |
| 2022 | 10/25       | 貴公子たちの音楽会                                                 | 自由学園明日館講堂                                   | 石井琢磨、高島健一郎、 宮原浩暢、佐賀龍彦と共演 |
| 2022 | 11/3        | 踊るクラシックコンサート                                           | 市川市文化会館                                       | 石井琢磨、 STAND UP ! ORCHESTRA、 榊真由と共演 |
| 2022 | 11/13       | STAND UP! CLASSIC FESTIVAL,’22 in TOSHIMA                          | 池袋西口公園野外劇場                                 | 反田恭平×Japan National Orchestra、 角野隼斗×フランチェスコ・トリスターノ、 石井琢磨、大井健、 紀平凱成、ござ、高木竜馬、 廣津留すみれ、麻衣らと出演                      |
| 2023 | 1/21        | NEO PIANO Far Beyond                                               | かつしか シンフォニーヒルズ モーツァルトホール       | 石井琢磨 、ござ、瀬戸一王と共演 |
| 2023 | 1/22        | 石井琢磨／菊池亮太 スペシャルジョイントコンサート                  | 四日市市文化会館 第２ホール                          | 石井琢磨と共演 |
| 2023 | 1/28 1/29   | IN THE MIRROR                                                      | TOKYO FMホール                                       | Ichika Nito、二山治雄、 宮本あゆみ、Jill、 さのみきひと、 kent watariと共演                                                                                               |
| 2023 | 3/7         | ありがとうリビングルームカフェ! ～コロナ禍で支えてくれた場所から〜 | 渋谷 eplus LIVING ROOM CAFE & DINING                 | 岡幸二郎、奥村愛、﨑谷直人、 三浦一馬、麻衣、長富彩、 秋田勇魚、徳永兄弟、 三原未紗子、山中惇史、 マシュー・ロー、櫃本瑠音、 高野百合絵、丹羽紗絵と出演                   |

### サポートミュージシャンとして
松本梨香、LiSA、ベイビーレイズJAPAN、下村陽子、Lead、内田彩、名渡山遼、内田真礼、麻衣、+α/あるふぁきゅん。、鈴村健一、絢香など数々のアーティストのライブにピアノ（キーボード）のサポート演奏で参加している。

## 参加作品

### アニメ
- 2014年 4月 魔法科高校の劣等生 OPテーマ 「Rising Hope」 演奏
- 2014年 4月 キャプテン・アース EDテーマ 「アメジスト」 演奏
- 2014年 4月 ベイビーステップ EDテーマ 「ベイビーステップ」演奏
- 2014年 9月 テラフォーマーズ OPテーマ 「AMAZING BREAK」 演奏[14]
- 2014年 9月 テラフォーマーズ EDテーマ 「Lightning」 演奏[14]
- 2014年11月 ソードアート・オンライン EDテーマ 「シルシ」 演奏
- 2017年10月 ブレンド・S OPテーマ 「ぼなぺてぃーと♡S」 ピアノ演奏
- 2017年10月 Fate/Apocrypha 17話「トロイメライ」 挿入曲ピアノ演奏
- 2018年 1月　ヴァイオレット・エヴァーガーデン　OPテーマ「Sincerely」ピアノ演奏
- 2018年 1月　ヴァイオレット・エヴァーガーデン　EDテーマ「みちしるべ」ピアノ演奏
- 2022年 4月　くノ一ツバキの胸の内　くノ一ツバキの音合わせに参加[15]
- 2022年 4月　SPY×FAMILY　劇中音楽ピアノ演奏

### ドラマ
- 2010年  　 怪談新耳袋 殴り込み! EDテーマ「あの月を撃て」 演奏
- 2016年　　ひと夏の隣人　劇伴作曲・演奏

### CM
- 2016年 1月 中古車ガリバーCM「六兆年と一夜物語」 ピアノ演奏

### 映画
- 2017年 7月17日 公開 東京喰種 トーキョーグール【S】 松田翔太氏ピアノ・オルガン演奏吹き替え・演奏指導

## 出演

### イベント
太字は主催のものとする。
- 2013年11月1日～ 2月20日 DOTMOV FESTIVAL 2013[16]
- 2020年 8月29日 NET PIANO SUMMER FESTIVAL 2020
- 2020年12月19日 丸の内ミュージックフェスティバル2020 in Marunouchi Bright Christmas[17]
- 2021年 1月30日 NET PIANO FUYU MATSURI 2021
- 2021年 4月25日 The VOCALOIDO Collection ～2021 Spring～[18]
- 2021年 5月8日・9日 「PIANIC-STREET PIANO Festival-」[19]
- 2021年 8月28日 NET PIANO SUMMER FESTIVAL 2021
- 2021年 9月11日 秋の音楽会inFHP[20]
- 2021年12月19日 西武渋谷店「Christmas Piano Show」
- 2022年4月30日 ニコニコ超会議2022 超演奏してみた[21]
- 2022年7月31日 Fate/Grand Order Fes.2022 ～7th Anniversary～[22]
- 2022年8月3日 Hareza池袋 2ndAnniversary「Harezaの日」
- 2022年9月19日 ヤマハ音楽教室Presents ﾋﾟｱﾉｽﾍﾟｼｬﾙﾗｲﾌﾞ菊池亮太in SunshineCity[動画 9]
- 2022年10月18日 子供を笑顔にするプロジェクト (東村山第六中学校)
- 2022年11月4日 しまなみLovePiano(来島海峡サービスエリア)
- 2022年11月4日 みなとぴあのであそぼう(今治港 はーばりー)
- 2023年3月3日 N響×ピアニストYouTuber～そろそろ、クラシックを楽しもう～
- 2023年3月5日 スタインウェイ×東京タワー 創業170周年記念イベント[動画 10]

### テレビ
- 2021年6月24日 クラシックTV（Eテレ）[23]
- 2021年9月2日 　クラシックTV（Eテレ）[24]
- 2022年5月19日　クラシックTV（Eテレ）[25]

### ラジオ
- 2020年 8月 2日 「J-WAVE SELECTION NEO PIANO SEEKERS」 （J-WAVE）[26]
- 2020年12月31日 「清塚信也Presents"Radio YouTuber"～ピアノ編」（NHK-FM）
- 2021年 2月10日 「MUSICBARISTA」（エフエム北海道）

### 雑誌
太字は連載のものとする。
- 月刊ショパン2021年 9月号～ 「菊池亮太のぶらり音楽さんぽ」

### 楽譜
- 2020年 1月24日 総再生回数1億回超え!ネットピアニストたちの動画を楽譜にしてみた結果・・・!?[27]

### 動画
1. ↑  “八月のメモリー-short ver-”. 2021年8月5日閲覧。
2. ↑  “劇場アニメ「君の膵臓をたべたい」第一弾特報”. 2021年8月5日閲覧。
3. ↑  “1 Year to Go! Tokyo 2020”. 2021年8月5日閲覧。
4. ↑  “『Fate/Grand Order Waltz in the MOONLIGHT/LOSTMOON』ショートミュージックビデオ「Dance with the Shadow」”. 2021年8月5日閲覧。
5. ↑  “『Fate/Grand Order Waltz in the MOONLIGHT/LOSTMOON』ショートミュージックビデオ「笑顔 grory day」”. 2021年8月5日閲覧。
6. ↑  “『Fate/Grand Order Waltz in the MOONLIGHT/LOSTMOON』ショートミュージックビデオ「それってとってもマハトマね☆」”. 2021年8月5日閲覧。
7. ↑  “『Fate/Grand Order Waltz in the MOONLIGHT/LOSTMOON』ショートミュージックビデオ「暁に咲く華」”. 2021年8月5日閲覧。
8. ↑  “『Fate/Grand Order Waltz in the MOONLIGHT/LOSTMOON』ショートミュージックビデオ「pleasant journey」”. 2021年8月5日閲覧。
9. ↑  ヤマハ音楽振興会 (2022-10-31), 【ピアノスペシャルライブ】菊池亮太 in Sunshine City ダイジェスト動画 2025年2月2日閲覧。
10. ↑  Steinway & Sons Japan (2023-04-09), Steinway & Sons 170周年 Special Concert with Ryota Kikuchi | 特別協力 株式会社TOKYO TOWER 2025年2月2日閲覧。